# Country Music Television
Country Music Television (CMT) - muzyczna stacja telewizyjna, która została założona 5 marca 1983 roku, i specjalizuje się przeważnie w muzyce country. Właścicielem kanału jest ViacomCBS. Emituje  m.in. teledyski, nagrane koncerty, biografie gwiazd muzyki i inne.